# PA-99-N2
PA-99-N2 är en mikrolinsningshändelse som observerades i riktning mot Andromedagalaxen år 1999.

## Förklaringar
En möjlighet för händelsen är att en stjärna i M31:s skiva gravitationellt sett linsade en röd jätte som också fanns i skivan. Den linsande stjärnan skulle ha en massa mellan 0,02 och 3,6 solmassor med det mest sannolika värdet nära 0,5 solmassa. I detta fall gör linsprofilen det troligt att stjärnan har en planet.

## Möjlig exoplanet
Den möjliga exoplaneten skulle ha en massa på 6,34 gånger Jupiters massa. Om det bekräftas skulle det vara den första exoplaneten som hittats i en annan galax. En liknande händelse inträffade 1996 när ett team av astronomer upptäckte en anomal fluktuation i Tvillingkvasarens ljuskurva som verkade orsakas av en planet ungefär tre jordmassor stor i kvasarens linsgalax YGKOW G1. (Resultaten är dock fortfarande (1996) spekulativa eftersom den slumpmässiga uppriktningen som ledde till dess upptäckt aldrig kommer att hända igen. Om den exoplaneten kunde bekräftas skulle den vara den mest avlägsna kända planeten, 2,58 miljoner ljusår bort.)
| Planet         | Massa   | Halv storaxel (AE) | Siderisk omloppstid (d) | Excentricitet | Inklination | Radie |
| -------------- | ------- | ------------------ | ----------------------- | ------------- | ----------- | ----- |
| b (obekräftad) | 6,34 MJ | -                  | -                       | -             | -           | -     |